# Rudolf Klinger

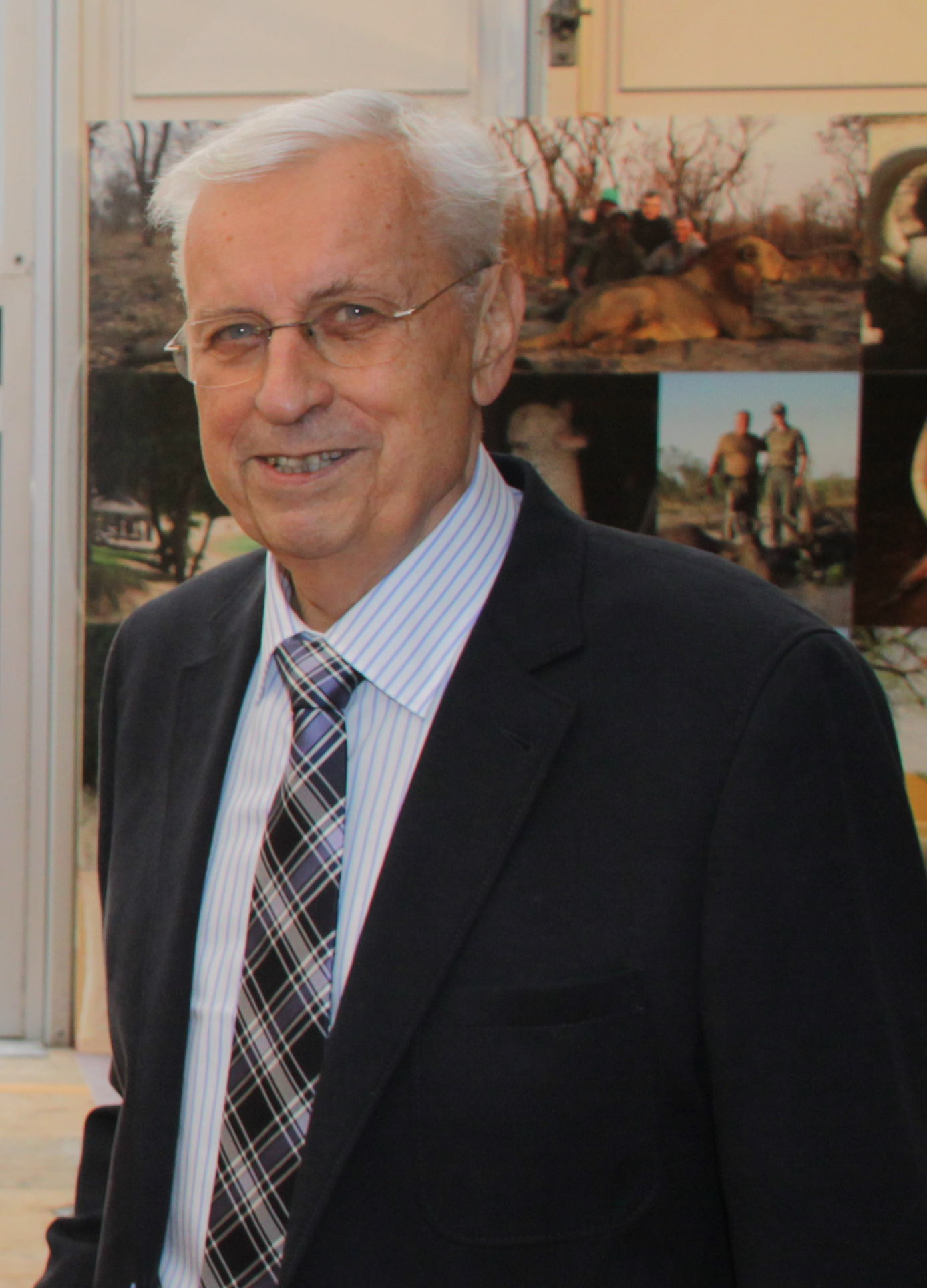
Rudolf Klinger

Rudolf Klinger (* 10. April 1937 in Pleinfeld) ist ein deutscher Politiker der CSU.

## Leben
Nach seinem Abitur 1957 legte Klinger das 1. und 1963 das 2. Staatsexamen für das Lehramt am Gymnasium in den Fächern Englisch und Sport ab. 1973 wurde er Oberstudiendirektor an der Senefelder-Schule in Treuchtlingen.
Klinger ist verheitrat und hat zwei Kinder. Er ist katholischen Glaubens. Er lebt in seinem Geburtsort Pleinfeld.

## Politik
1966 wurde Klinger in den Marktgemeinderat in Pleinfeld gewählt, 1970 wurde er dort Fraktionsvorsitzender der CSU. 1973 wurde er in Pleinfeld 2. Bürgermeister.
1978 wurde er Mitglied des Kreistags Weißenburg-Gunzenhausen, von 1984 bis 1987 war er stellvertretender Landrat.
Von 1986 bis 2003 saß er, stets direkt gewählt im Stimmkreis Weißenburg-Stadt und Land, Gunzenhausen im Bayerischen Landtag. Im Kabinett Stoiber II war Klinger Staatssekretär für Wissenschaft und Kunst.
Er saß ab 1991 im Stiftungsrat der Bayerischen Landesstiftung.

## Auszeichnungen
Klinger bekam am 7. Juli 1999 den Bayerischen Verdienstorden verliehen.